# Retour au paradis (film, 1935)
Pour les articles homonymes, voir Retour au paradis.
Pour plus de détails, voir Fiche technique et Distribution.
Retour au paradis (ou Vacances) est un film français réalisé par Serge de Poligny, sorti en 1935.

## Synopsis
Un jeune millionnaire surmené doit prendre du repos. Son médecin lui suggère de partir au grand air à la campagne.

## Fiche technique
- Titre : Retour au paradis
- Titre alternatif : Vacances
- Titre anglophone (États-Unis) : Return to Paradise
- Réalisation : Serge de Poligny
- Scénario et dialogues : André-Paul Antoine, Serge de Poligny
- Photographie : Georges Benoît
- Montage : Jean Feyte
- Musique : Marcel Lattès
- Décors : Pierre Schild
- Société de production : O.H. Films
- Société de distribution : Pathé Consortium Cinéma (France), L'Alliance Cinématographique Européenne	(ACE)
- Pays de production :  France
- Langue de tournage : Français
- Format : Noir et blanc — 35 mm — 1,37:1 — Son : Mono
- Genre : Comédie dramatique
- Durée : 105 minutes (1 h 45)
- Date de sortie :
  - France : 15 novembre 1935

## Distribution
- Claude Dauphin : Robert Ginet
- Mary Morgan : Line Sazarin
- Marcel André : Le docteur Bouvard
- Jeanne Fusier-Gir : La baronne de Pindêche
- Viviane Romance : Suzanne
- Marcel Dalio : Grapiron, le notaire
- Jean Tissier : Saint-Gérard Fradélisi, le poète
- Ginette Darcy : Simone
- Andrews Engelmann : Mareuil
- Suzanne Dehelly
- Pierre Schild
- Annie Cariel
- André Fouché
- Raymond Cordy